# Wilsberg: Todesengel
Todesengel ist die 14. Folge der Fernsehfilmreihe Wilsberg. Die Erstausstrahlung erfolgte am 14. Mai 2005 beim ZDF. Regie führte Buddy Giovinazzo, das Drehbuch wurde von Jürgen Kehrer geschrieben.

## Handlung
Liesel Diepenbrock, die Tante von Jessica Wiedemann, ist gestorben, doch Jessica erscheint nicht bei der Beerdigung. Ihre Schwester Susanne Diepenbrock ist beunruhigt, weil sie ihre Schwester nicht erreichen kann, und wendet sich an Wilsberg, denn die Polizei will erst nach 48 Stunden eine Vermisstenanzeige aufnehmen. Wilsberg soll Jessica, die im Mauritzviertel wohnt, ausfindig machen. Ihre Schwester befürchtet, ihr sei etwas zugestoßen.
Manni Höch ist unterdessen mit der Betreuung eines Wohnbauprojektes für Senioren beauftragt worden. Zur Verwirklichung dieses Projektes, das nicht bei allen Anwohnern des Stadtviertels auf Unterstützung trifft, muss ein älteres Wohnhaus abgerissen werden. Aus diesem sind bereits alle Bewohner ausgezogen, abgesehen von einer älteren Dame, die für Manni bislang nicht erreichbar ist. Um negative Presse zu vermeiden, wird Manni von seiner Arbeitskollegin Sonja Schäfer gedrängt, die verbliebene Mieterin Rita Holdgreve milde zu stimmen und zu einem Auszug zu bewegen.
Wilsberg sucht derweil Jessicas Ehemann Rainer Wiedemann auf. Er bringt in Erfahrung, dass sie ein Verhältnis mit dem Kunstgaleristen Dirk Biereichel hat, von dem ihr Mann Kenntnis erlangt hat. Doch auch Biereichel kennt ihren Aufenthaltsort nicht. Kurz darauf wird Jessicas Leiche im Wald gefunden.
Nachdem auch der zweite Besuch bei Frau Holdgreve erfolglos verlaufen ist, aber Manni auf einen überfüllten Postkasten stößt, ruft seine Kollegin die Polizei. Sie befürchtet, dass die alte Dame gestorben sein könnte. Als die Polizei eintrifft und die Wohnung öffnen lässt, bewahrheitet sich ihre Vermutung. Die Presse stürzt sich daraufhin auf das Baudezernat. Höchs Vorgesetzter Tumbrink verlangt von ihm, die negativen Schlagzeilen zu beenden und eine Gegendarstellung veröffentlichen zu lassen, denn jemand müsse die Verantwortung für diesen Eklat übernehmen.
Wilsberg weitet seine Ermittlungen auf Jessicas Arbeitsumfeld aus. Von ihrem Arbeitgeber Dr. Thalheim, der auch der Hausarzt von Liesel Diepenbrock war, bekommt Wilsberg jedoch kaum brauchbare Informationen. Jessicas Arbeitskollegin, die Arzthelferin Corinna, plaudert hingegen mit Wilsberg. Es stellt sich heraus, dass Jessicas Schwester Susanne ebenso wie ihre Tante Liesel an vererblicher Osteoporose leidet. Jessica versorgte Susanne mit einem noch nicht zugelassenen Medikament. Ihre Tante Liesel wurde von Frau Kenntrup, einer Anwohnerin des Mauritzviertels betreut, die Einkäufe tätigte und Liesels Medikamente abholte. Wilsberg stellt fest, dass in den letzten sechs Monaten vier Frauen im Mauritzviertel gestorben sind, die allesamt von Frau Kenntrup betreut wurden.
Daraufhin unterstellt Wilsberg Frau Kenntrup, dass sie sich an dem Nachlass der Verstorbenen bedient hat, womöglich sogar für ihren Tod verantwortlich ist. Er vereinbart mit Frau Reimers, die früher am Stadttheater in Bielefeld als Schauspielerin tätig war, Frau Kenntrup eine Falle zu stellen. Als Frau Reimers von ihrer Betreuerin besucht wird, bittet sie diese, im Falle ihres Todes eine größere Menge Geld, die sie im Haus verwahrt, dem Pastor als Spende zu überreichen. Weiterhin bittet sie Frau Kenntrup, ihr die Medikamente vom Arzt abzuholen. Frau Reimers erhält ihre Medikamente und ruft nach einiger Zeit bei Frau Kenntrup an, dass es ihr nicht gut gehen würde. Diese betritt mit einem Nachschlüssel die Wohnung und findet die vermeintlich verstorbene Seniorin vor. Daraufhin durchsucht sie das Mobiliar nach dem Bargeld und wird dabei von Wilsberg und Alex auf frischer Tat gestellt. Kommissarin Springer und Overbeck nehmen Frau Kenntrup fest.
Susanne Diepenbrock, die weiterhin das noch nicht freigegebene Medikament von Dr. Thalheim erhalten will, setzt diesen unter Druck. Sie hat eine CD von ihrer Schwester erhalten, mit der sie nachweisen kann, dass ihre Tante Liesel an einem nicht genehmigten Test des Medikaments teilgenommen hatte. Sie vermutet, dass Dr. Thalheim das Medikament auch anderen Patienten zugänglich gemacht hat. Dr. Thalheim lehnt zunächst jegliche Kooperation ab, lädt jedoch später Susanne zu einem gemeinsamen Restaurantbesuch ein. Dort verabreicht er ihr K.-o.-Tropfen im Wein. Im letzten Moment kann Wilsberg verhindern, dass Dr. Thalheim Susanne in sein Auto schleppen kann. Dr. Thalheim wird festgenommen und gesteht der zwischenzeitlich eingetroffenen Kommissarin Springer den Mord an Jessica. Diese hat damit gedroht, seine illegale Versuchsreihe an Patienten zu veröffentlichen.
Tumbrink lässt seinen Mitarbeiter Höch von der Presse rehabilitieren, nachdem der Fall gelöst ist. So kann Höch seinen Arbeitsplatz behalten.

## Hintergrund
Der Arbeitstitel der Folge lautete Wilsberg isst vietnamesisch und stimmt mit der zugrundeliegenden Romanvorlage von Jürgen Kehrer überein. Ansonsten haben der Roman und der Film, abgesehen von dem „Todesengel“, der sowohl im Buch, als auch im Film auftritt, wenig Gemeinsamkeiten. Auch besteht zwischen dem Buchtitel und dem Film kein Bezug. Die Dreharbeiten begannen am 10. August 2004 und endeten am 8. Oktober 2004. Der Film wurde an diversen Drehorten in Münster aufgezeichnet. Im Vorspann ist eine Luftaufnahme zu sehen, die den Dom mit dem Landesmuseum zur Linken und der Überwasserkirche zur Rechten zeigt. Es schließt sich eine Darstellung des Prinzipalmarkts an, die aus dem Turm der Lambertikirche aufgenommen wurde. Vom Prinzipalmarkt aus führt die Kamera den Zuschauer über den Domplatz zur Frauenstraße, wo sich das Antiquariat Solder befindet, in dem in der Fernsehserie das Antiquariat Wilsberg angesiedelt ist. Die Aufnahmen, die die Praxis von Dr. Thalheim zeigen, sowie die Spaziergänge vor der Praxis wurden an der Dechaneischanze sowie an der Kapitelstraße gedreht. Somit spielt die Handlung nicht nur im Mauritzviertel, der Film entstand auch vor Ort. Das Polizeirevier wurde für die Dreharbeiten im Bispinghof eingerichtet. Vor dem Schloss wurde für die Dreharbeiten ein Café aufgebaut, in dem sich Wilsberg mit der Arzthelferin Corinna trifft.
Obwohl es Manfred Höch in der Folge Todesengel gelingt, seine drohende Versetzung aus dem Münsteraner Baudezernat abzuwenden, ist dies die zunächst letzte Folge, bei der Heinrich Schafmeister mitspielt. Erst sieben Jahre später hatte Schafmeister 2012 in der Folge Die Bielefeld-Verschwörung einen weiteren Auftritt. Bela B. ist in Todesengel in einem Cameo-Auftritt als Galerist Dirk Biereichel zu sehen, wobei seine Rolle seinen bürgerlichen Vornamen trägt. Der Drehbuchautor Jürgen Kehrer spielt einen Beamten der Spurensicherung, der am Fundort von Jessicas Leiche im Wald Beweismittel sammelt. Stefan Preiss war bereits in der vorherigen Folge Schuld und Sünde als Rechtsmediziner zu sehen. Arno Kempf trat bereits 2001 in der vierten Folge Wilsberg und der Mord ohne Leiche auf, spielte dort jedoch eine andere Rolle.
Am 23. Juni 2005 wurde die Folge zusammen mit der 13. Folge Schuld und Sünde von Polarfilm auf DVD mit FSK-12-Freigabe veröffentlicht. Die DVD enthält neben den beiden Hauptfilmen als Bonusmaterial ein Making-of sowie ein Porträt über die Stadt Münster.
Der Running Gag „Bielefeld“ verweist in dieser Folge auf das Stadttheater Bielefeld, wo Frau Reimers nach eigenen Angaben früher als Schauspielerin zu sehen war.

## Rezeption

### Einschaltquoten
6,18 Millionen Zuschauer sahen die Folge Todesengel bei ihrer Erstausstrahlung im ZDF.

### Kritik
Nach Urteil der Frankfurter Rundschau ist die Folge „sehenswert“. Die Redaktion von TV Spielfilm resümiert, „Mannis Abschied“ sei „ein wendungsreicher Fall“. Das Aussteigen Schafmeisters bedeute „das Ende einer Ära“. Für Prisma ist Schafmeisters Ausstieg „ein herber Verlust“ für die Serie. Sie vergibt drei von fünf Punkten für die Folge. Das Lexikon des internationalen Films schreibt: „Der im beschaulichen Münster angesiedelte (Fernseh-)Serienkrimi verknüpft einmal mehr einen zunächst privaten Fall mit Belangen von öffentlichem Interesse.“